# ميس كلبي
ميس كلبي (الاسم العلمي: Celtis canina) هو نوع نباتي يتبع جنس الميس من فصيلة القنبية.